# Frank Drake
Frank Drake (Chicago, 1930. május 28. – Aptos, Kalifornia, 2022. szeptember 2.) amerikai csillagász és asztrofizikus. Drake a SETI program atyja, ő alkotta meg a nevét viselő Drake-formulát, melynek segítségével becsült paraméterekkel meg lehet határozni a földön kívüli civilizációk számát.

## Élete
Fiatalként Chicagóban imádta az elektronikát és a kémiát. Már nyolcévesen úgy gondolta, létezhet élet más bolygókon is, de ezen véleményét nem osztotta meg se tanáraival, se szüleivel, hogy ne konfrontálódjon azok vallásos ideológiájával.
A Cornell Egyetemre járt, itt kezdett csillagászatot tanulni. A földön kívüli élet létezésének lehetőségébe vetett hitét megerősítette Otto Struve egyik 1951-es előadása.
A főiskola után egy ideig elektronikai tisztként szolgált a USS Albany nehézcirkálón. Diplomáját a Harvardon szerezte rádiócsillagászatból; PhD disszertációjának témavezetője Cecilia Payne-Gaposchkin volt.

## Karrierje
Pályafutását a Nemzeti Rádiócsillagászati Obszervatóriumban (NRAO) kezdte Green Bankben, Virginia államban, majd a Jet Propulsion Laboratoryban tevékenykedett. 1960-ban kezdte rádiós módszerekkel kutatni a földönkívüli intelligenciákat — az Ozma-tervben ilyen bizonyítékot nem találtak.
1961-ben J. Peter Pearmannel megszervezte az első SETI konferenciát az NRAO-ban. Itt vázolta fel a később róla elnevezett Drake-formulát.
Az 1960-as években nagy szerepet játszott az Arecibo Obszervatórium rádiócsillagászati létesítménnyé átalakításában, 1974 és 1996 között pedig annak korszerűsítésében.
1974-ben megírta az arecibói üzenetet.
1972-ben Carl Sagannal megtervezte a Pioneer-táblát, az első olyan fizikai üzenetet, amelyet az világűrbe küldtek. A tábla információit olyanokra tervezték, hogy azokat idegen lények is megérthessék. Később a Voyager Aranylemez készítését vezette.

## Emlékezete
Róla kapta nevét a norwoodi Drake Planetárium.